# Matteo Ruggeri
Matteo Ruggeri (* 11. Juli 2002 in San Giovanni Bianco) ist ein italienischer Fußballspieler, der bei Atlético Madrid spielt. Er spielt als linker Außenverteidiger bzw. Schienenspieler.

## Karriere
Ruggeri begann mit dem Fußballspielen in der Jugend von Atalanta Bergamo. Am 3. November 2020 gab Ruggeri gegen den FC Liverpool sein Champions-League-Debüt. Sein Serie-A-Debüt gab er am 8. November 2020 gegen Inter Mailand.
Am 1. Juli 2025 gab Atlético Madrid die Verpflichtung Ruggeris bekannt.

## Titel und Auszeichnungen

### Titel
- Torneo Città di Arco: 2019
- Campionato Primavera: 2019/20
- Supercoppa Primavera: 2020
- UEFA Europa League: 2023/24

### Persönliche Auszeichnungen
- Mannschaft der Saison der Europa League: 2023/24